# Óriás harmatgomba
Az óriás harmatgomba (Stropharia rugosoannulata) a harmatgombafélék családjába tartozó, parkokban, korhadó növényi maradványokon termő, ehető gomba. Magyarországon igen ritka. Termesztik. 

## Megjelenése
Az óriás harmatgomba kalapjának átmérője 8–20 cm. Fiatalon félgömb alakú, majd fokozatosan kiterül és ellaposodik. Színe barnás, sárgásbarna vagy vörösbarna, rajta elszórtan fehéres burokmaradványok, pettyek lehetnek. Az idős gomba kihalványodik. Kalapbőre nedvesen enyhén tapadós, szárazon fénylő. Sugarasan szálas mintájú lehet. A kalap szélén ott maradhatnak a burok szakadozott maradványai. Húsa fehér, színe vágás után nem változik; rugalmas, kellemes, enyhén retekszagú és -ízű.
Sűrűn álló, tönkhöz nőtt lemezei fiatalon halvány szürkéslilák, majd fokozatosan sötétednek, míg egészen feketéssé válnak. Spórapora bíbor-szürkésbarna, spórái oválisak.
Tönkje karcsú 15 cm magas, 2,5 cm vastag, felfelé kissé vékonyodó. Színe a kalaphoz hasonló vagy attól világosabb. A tönkön bordázott gallér figyelhető meg, amely az idős gombákon a ráhullott spóráktól lilás árnyalatú lehet. 

### Hasonló fajok
Csak az Észak-Európában elterjedt, Magyarországon nem honos S. hornemannii-val lehet összetéveszteni. 

## Elterjedése és termőhelye
Elsősorban Észak-Amerikában gyakori. Ausztráliába és Új-Zélandra betelepítették. Európában viszonylag ritka, inkább a kontinens középső és északi felén található. Feltételezik, hogy Európába is Amerikából kerülhetett. Magyarországon csak szórványosan lehet találkozni vele; sokszor művelt területen vagy városban.
Korhadó növényi maradványokon nő, megtelepedik a szalmán, állati trágyán vagy a mulcson is. Májustól novemberig terem. 

## Termesztése
Termesztését az 1960-as években az NDK-ban kezdték és világszerte (egy időben Magyarországon is) elterjedt. Termesztése olcsó, de bizonytalan terméseredményei miatt nem kelhet versenyre pl. a kétspórás csiperkével.

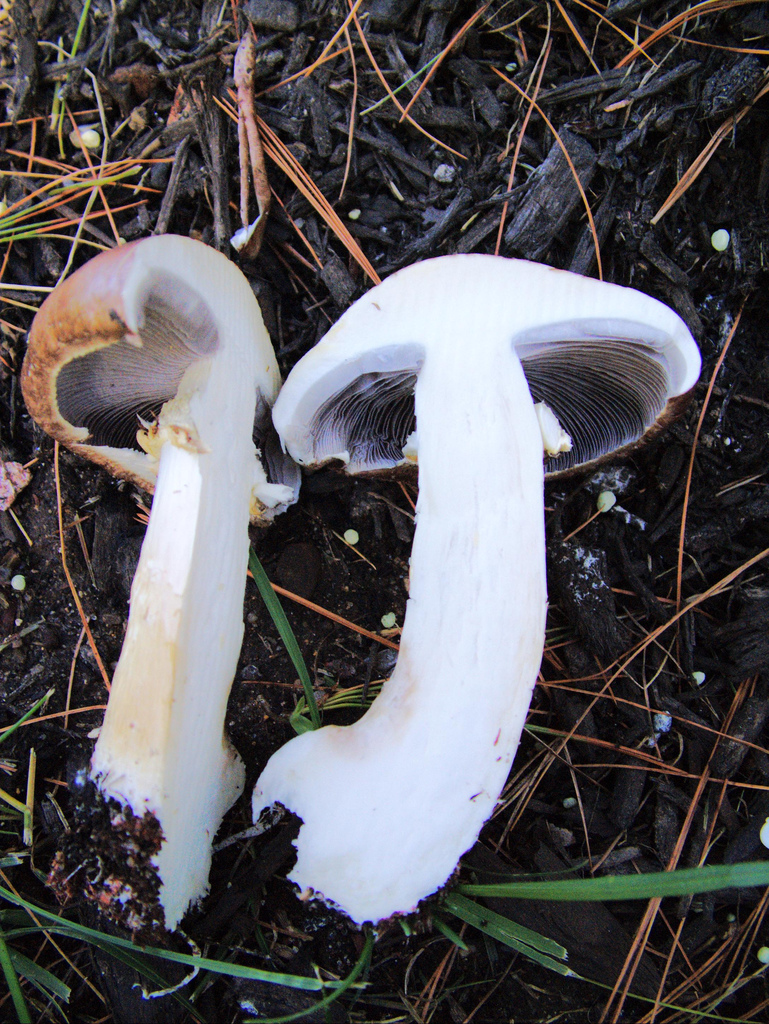
Keresztmetszete
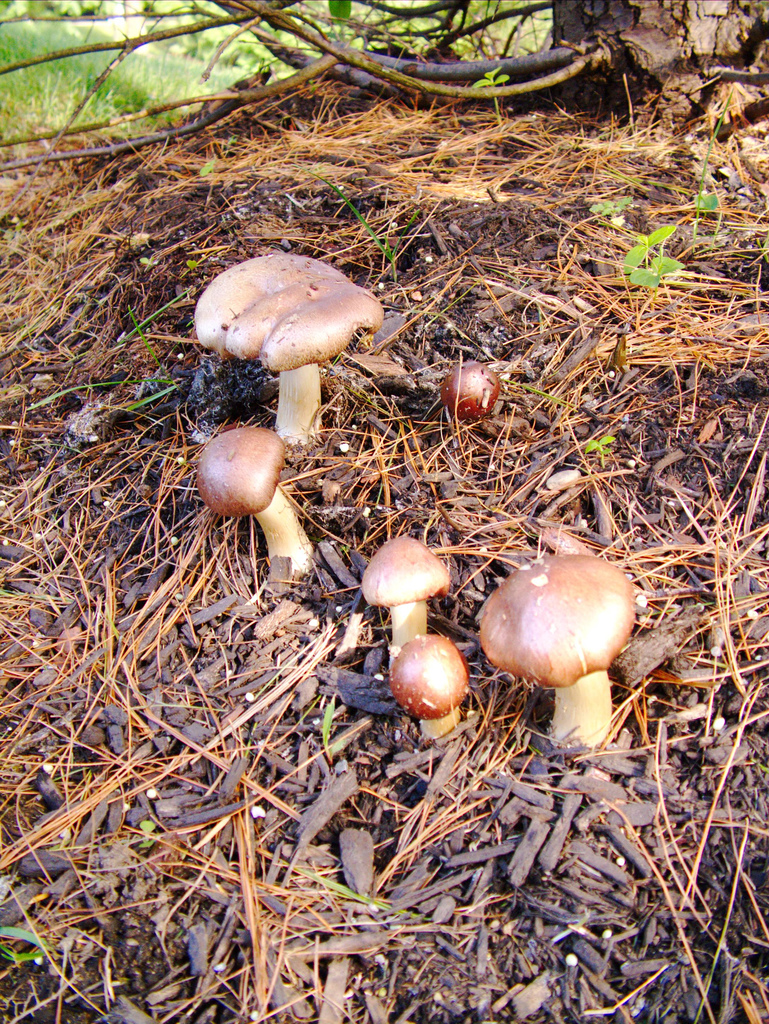
Harmatgomba-csoport
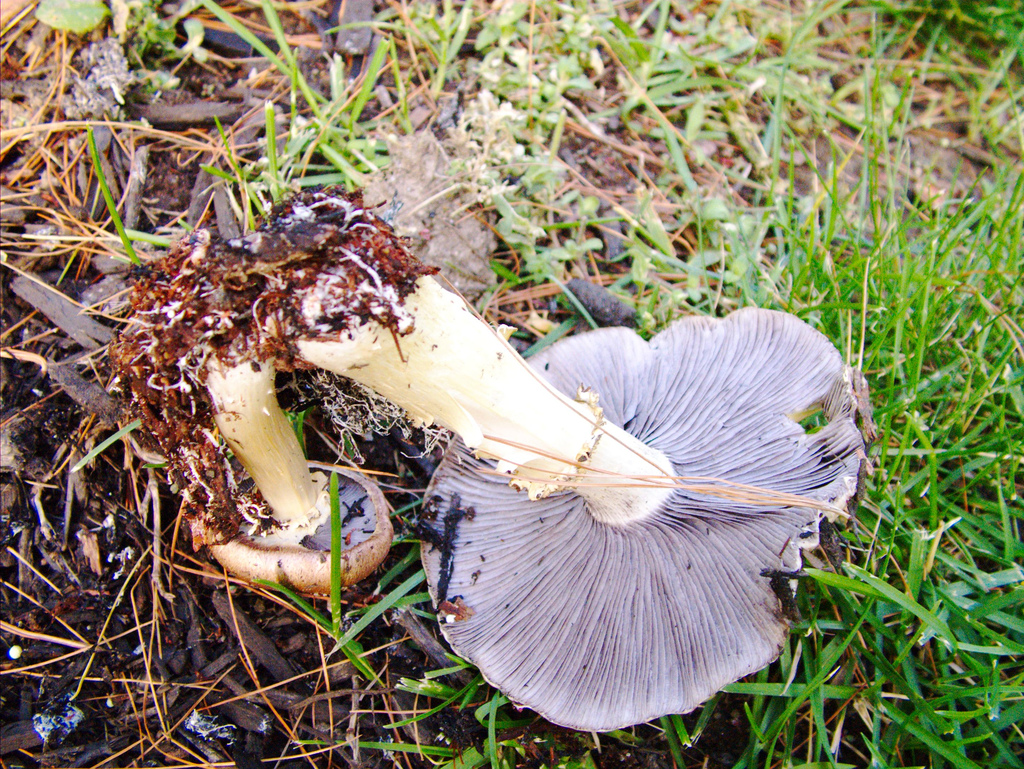
Jól láthatóak lila lemezei